# Agonita decemmaculata
Agonita decemmaculata là một loài bọ cánh cứng trong họ Chrysomelidae. Loài này được Kraatz miêu tả khoa học năm 1900.